# Emilia Aylmer Blake
Emilia Aylmer Blake (ur. 1846, zm. 1905) – angielska powieściopisarka, autorka dramatyczna i poetka.
Urodziła się w Bath. Nauki pobierała w Anglii i we Francji. W 1877 poślubiła aktora Williama Gowinga. Odtąd używała też nazwiska Emilia Aylmer Gowing. Jej najbardziej znanym utworem jest wiersz Alice Ayres.